# Erateina praeacuta
Erateina praeacuta là một loài bướm đêm trong họ Geometridae.